# Tindaride
Tindàride fu un cittadino siracusano che nel 454 a.C. provò a conquistare il potere, senza però riuscirvi. Per evitare successivi tentativi in tal senso da parte di altre persone, a Siracusa venne allora introdotto il cosiddetto petalismo, procedura elettorale particolarmente vicina all'ostracismo.